# Bangladesh
Bangladesh, Bangladexe ou Bangladeche (em bengali: বাংলাদেশ; etimologicamente: Nação Bengali), oficialmente República Popular do Bangladesh (em bengali: গণপ্রজাতন্ত্রী বাংলাদেশ; Gônôprôjatôntri Bangladesh), é um país asiático, rodeado quase por inteiro pela Índia, exceto a sudeste, onde tem uma pequena fronteira terrestre com Myanmar, e ao sul, onde tem litoral no golfo de Bengala. O país está listado entre as economias do grupo "Próximos Onze". A capital do país é Daca. O nordeste da Índia tem fronteiras com o Bangladesh em três lados. Muitos dos aspectos físicos e culturais do Bangladesh são partilhados com Bengala Ocidental, um estado da Índia vizinho do Bangladesh. Na verdade, o Bangladesh e Bengala Ocidental formam uma região da Ásia conhecida como Bengala. Bangladesh era antigamente conhecido pelo nome de Bengala Oriental. O atual nome Bangladesh significa "nação bengali" ou "nação de Bengala". Existe vida vegetal em abundância no clima quente e úmido da região. A maior parte do país é composta por planícies baixas, fertilizadas pelas enchentes dos rios e cursos d'água que as cruzam. Os rios, durante a época das cheias, depositam solo fértil ao longo de suas margens. Mas muitas dessas enchentes também causam grande destruição nos vilarejos rurais.
Bangladesh é o oitavo país do mundo em número de habitantes, com cerca de 150 milhões de habitantes em 2012. O rápido crescimento populacional do país trouxe um sério problema de superpopulação. O território do país é um pouco maior do que o estado brasileiro do Amapá, mas o número de habitantes é, aproximadamente, 220 vezes maior. Os habitantes locais são chamados bengaleses ou bengalis, que representam 98% da população total de Bangladesh. Cerca de 85% dos habitantes são muçulmanos (o que torna Bangladesh no terceiro maior país de maioria muçulmana,), sendo a quase totalidade do restante composta de hindus. A constituição declara Bangladesh um estado secular, ao mesmo tempo que estabelece o islã como religião oficial. Como uma potência média na política mundial, Bangladesh é uma democracia parlamentar unitária e uma república constitucional que segue o sistema Westminster de governança. O país está dividido em oito divisões administrativas e 64 distritos.[carece de fontes?]
A região atualmente conhecida por Bangladesh foi governada, em diversos períodos da sua história, por hindus, muçulmanos e budistas. Tornou-se parte do Império Britânico, quando o Reino Unido, em 1858, assumiu o controle da Índia. Os sangrentos conflitos entre hindus e muçulmanos provocaram a divisão da Índia em duas nações — isso em 1947, quando a Índia se tornou independente. O Paquistão — formado pelo Paquistão Ocidental e Paquistão Oriental — foi criado a partir das regiões nordeste e noroeste da Índia. A maioria da população nas duas áreas é composta de muçulmanos. Bangladesh conquistou sua independência do Paquistão em 1971, depois da guerra civil de nove meses entre o Paquistão Ocidental e o Paquistão Oriental. De 1947 a 1971, a região que hoje é Bangladesh foi o Paquistão Oriental. Mais da metade da população do Paquistão morava lá.
Há muito tempo a região é caracterizada por uma grande pobreza. A maioria dos habitantes é composta de agricultores pobres, que se esforçam para tirar seu sustento de pequenos lotes de terra. Muitos dos trabalhadores das cidades ganham apenas alguns centavos por dia. Cerca de 52,1% da população com mais de 15 anos não sabem ler nem escrever. Atualmente, apesar de Bangladesh continuar enfrentando muitos desafios, incluindo os efeitos adversos das mudança climática, pobreza, analfabetismo, corrupção, autoritarismo, abusos dos direitos humanos e os desafios da crise de refugiados ruaingas, o país é uma das economias emergentes e líderes de crescimento do mundo. Outrora um centro histórico do comércio de tecidos de musseline, Bangladesh é hoje um dos maiores exportadores de roupas modernas do mundo. A economia de Bangladesh é a 39ª maior do mundo em PIB nominal, e a 29ª maior por PPP. A percentagem da população urbana de Bangladesh é inferior à da maioria das nações do sul da Ásia Somente cerca de 18% da população vive nas cidades. Apesar disso, Daca, a capital e maior cidade do país, é considerada uma das maiores cidades do mundo (em termos de população), tendo mais de sete milhões de habitantes residindo dentro de seus limites e mais de cinco milhões nas cidades e povoados periféricos.

## Etimologia
A etimologia de Bangladesh ("país bengali") pode ser atribuída ao início do século XX, quando canções patrióticas bengalis, como "Namo Namo Namo Bangladesh Momo" de Kazi Nazrul Islam e "Aaji Bangladesher Hridoy" de Rabindranath Tagore, usaram o termo. A palavra "Bangladesh" foi muitas vezes escrita no passado como duas palavras separadas, "Bangla Desh". A partir da década de 1950, os nacionalistas bengalis usaram o termo em comícios políticos no Paquistão Oriental. O termo "Bangla" é um nome importante tanto para a região de Bengala quanto para a língua bengali. As origens do termo "Bangla" não são claras, com teorias apontando para uma tribo proto-dravidiana da Idade do Bronze, a palavra áustrica "Bonga" (deus Sol) e o Reino Vanga da Idade do Ferro. O uso mais antigo conhecido do termo é a placa Nesari em 805 d.C.. O termo "Vangaladesa" é encontrado em registros do sul da Índia do século XI. O termo ganhou estatuto oficial durante o Sultanato de Bengala no século XIV. Shamsuddin Ilyas Shah proclamou-se como o primeiro "Xá de Bangala" em 1342. A palavra "Bangal" tornou-se o nome mais comum para a região durante o período islâmico. O historiador do século XVI Abu'l-Fazl ibn Mubarak menciona em seu Ain-i-Akbari que a adição do sufixo "al" veio do fato de que os antigos rajás levantaram montes de terra de 10 pés de altura e 20 de largura nas planícies ao pé das colinas que eram chamadas de "al". Isso também é mencionado no Riyaz-us-Salatin de Ghulam Husain Salim. O sufixo indo-ariano "Desh" é derivado da palavra sânscrita deśha, que significa "terra" ou "país". Assim, o nome Bangladesh significa "Terra de Bengala" ou "País de Bengala".

## História

### Antiguidade e chegada do islão

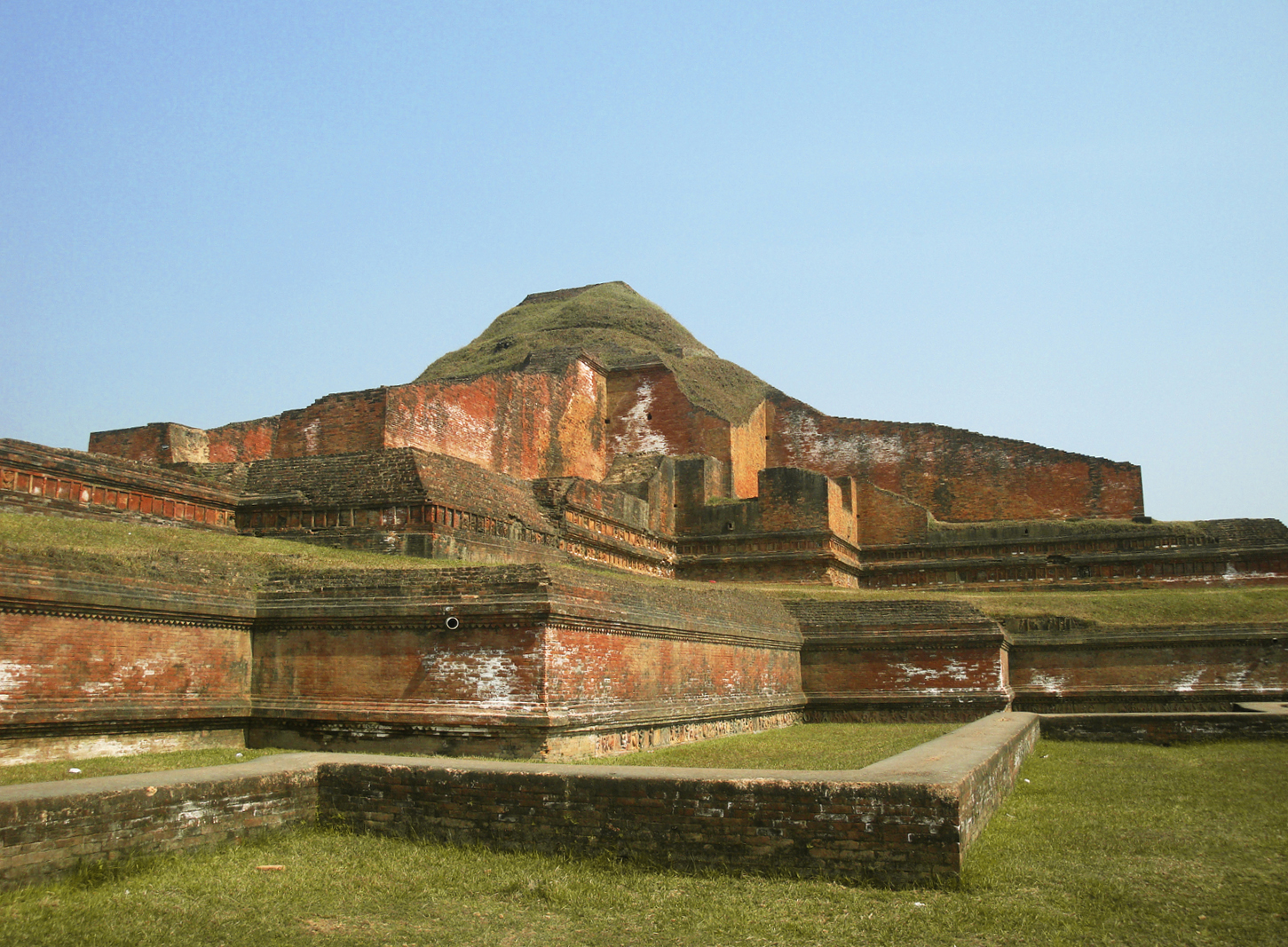
Ruínas do Somapura Mahavihara em Naogaon

Vestígios de civilizações na grande região de Bengala remontam a quatro mil anos, quando a área foi colonizada por dravidianos, indo-áricos, tibeto-birmaneses e austro-asiáticos. A origem exata da palavra Bangla ou Bengal não é clara, embora acredita-se seja derivada de Bang/Vanga, a tribo de língua dravidiana que se instalou na região por volta do ano 1 000 a.C. Sob o domínio islâmico, a área passou a ser conhecida no mundo muçulmano em persa como Bangalah.
O islão foi introduzido na região de Bengala durante o século VII por comerciantes e missionários árabes muçulmanos sufistas, sendo que a conquista muçulmana subsequente de Bengala no século XII para o enraizamento do islã em toda a região. Bakhtiar Khilji, um general turcomano, derrotou Lakshman Sen da dinastia Sena e conquistou grandes partes da área no ano 1204.[carece de fontes?]
A região então passou a ser governada pelo Sultanato de Bengala e pela Confederação Baro-Bhuiyan pelos próximos cem anos. Por volta do século XV, o Império Mogol passou a controlar Bengala e Daca se tornou um importante centro provincial de administração mogol. A região foi provavelmente a parte mais rica do subcontinente indiano até o século XVI.[carece de fontes?]

### Colonização europeia

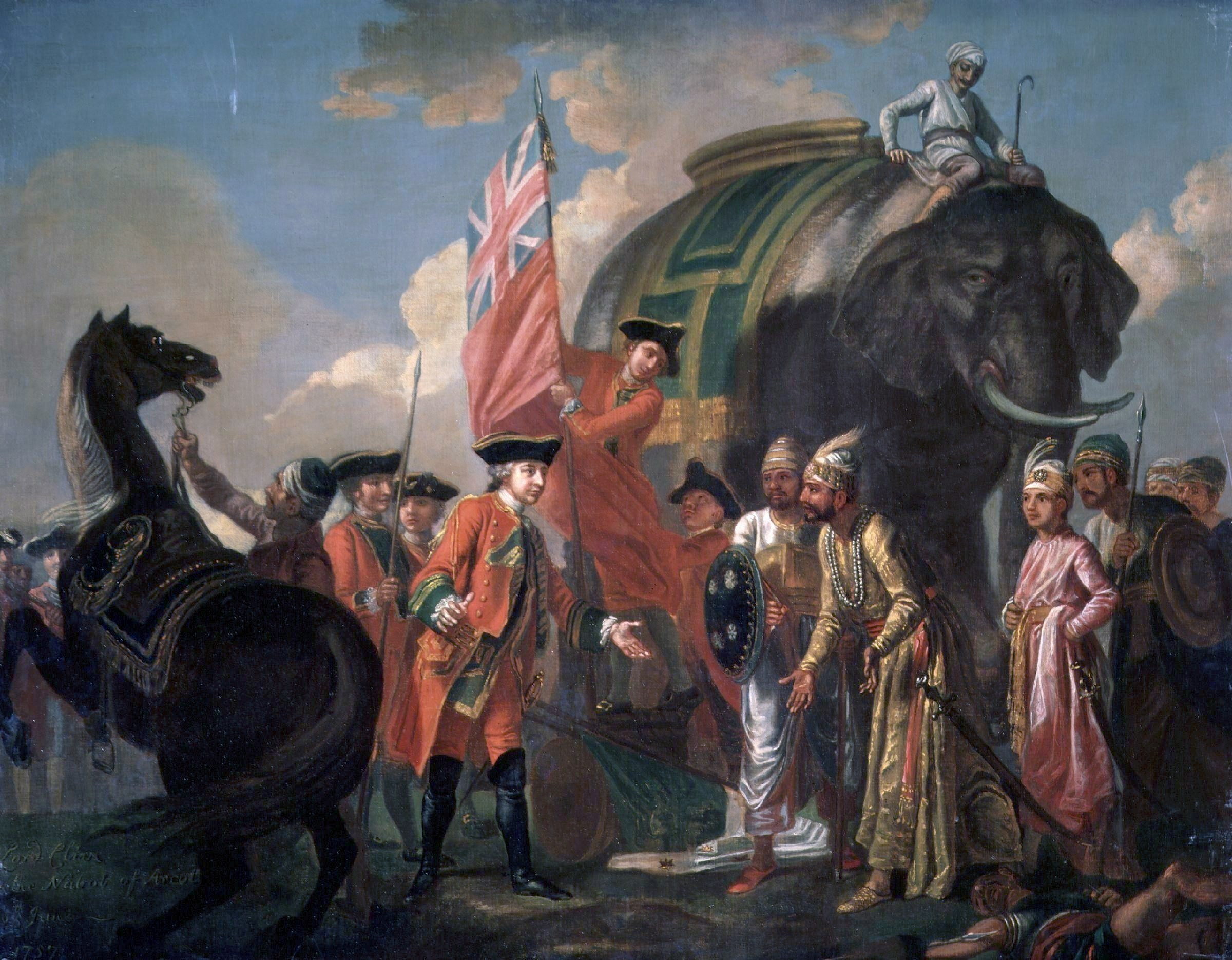
A Batalha de Plassey (1757) estabeleceu o domínio britânico na região

De 1517 em diante, os comerciantes portugueses de Goa foram percorrendo o caminho marítimo para Bengala. Apenas em 1537 eles foram autorizados a instalar postos comerciais em Chatigão. Em 1577, o imperador mogol Akbar permitiu que os portugueses construíssem assentamentos permanentes e igrejas em Bengala.
A influência dos comerciantes europeus cresceu até a Companhia Britânica das Índias Orientais conquistar o controle de Bengala após a Batalha de Plassey, em 1757. A sangrenta Rebelião Indiana de 1857 resultou em uma transferência de autoridade para a coroa com o vice-rei britânico executando a administração local. Durante o domínio colonial, houve várias crises de fome na Ásia Meridional, incluindo a Fome de 1943 em Bengala, que foi induzida pela guerra de 1943 e que custou 3 milhões de vidas.
Após a fundação da Índia Britânica, Bengala ainda estava sob a forte influência da cultura britânica, como na arquitetura e na arte. O movimento de independência da Índia ainda estava em andamento no esforço para derrubar o Império Britânico e muitos bengalis contribuíram para esse esforço. Ao mesmo tempo que os conflitos entre islâmicos e hindus ocorriam, entre 1905 e 1911, foi feita uma tentativa frustrada de dividir a província de Bengala em dois Estados.

### Paquistão Oriental

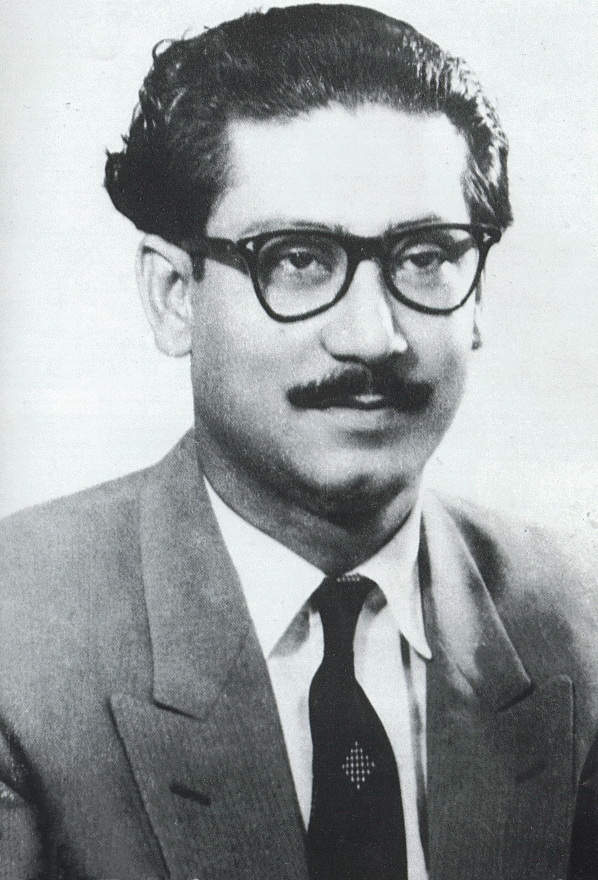
Sheikh Mujibur Rahman, o líder fundador do país

Após o colapso do domínio britânico na região em 1947, Bengala foi dividida em áreas religiosas, sendo a parte ocidental anexada pela Índia recém-independente e a parte oriental (de maioria muçulmana) unida ao Paquistão como uma província chamada Bengala Oriental (mais tarde renomeada Paquistão Oriental), com a cidade de Daca como sua capital.
Apesar do peso econômico e demográfico do oriente, o governo e os militares paquistaneses eram amplamente dominados pelas elites do Paquistão Ocidental. O Movimento pela Língua Bengali, em 1952, foi o primeiro sinal de atrito entre as duas regiões que formavam o Paquistão. A insatisfação com o governo central sobre questões econômicas e culturais continuaram a subir durante a década seguinte, durante a qual a Liga Awami surgiu como a voz política da população bengali. Manifestações por autonomia aumentaram na década de 1960 e, em 1966, seu presidente, o Sheikh Mujibur Rahman (Mujib), foi preso; ele foi lançado em 1969 depois de uma revolta popular sem precedentes. Em 1970, um ciclone devastou a costa do Paquistão Oriental e matou até meio milhão de pessoas, sendo que a resposta do governo central foi vista como insuficiente. A raiva da população bengali foi agravada quando Mujibur Rahman, cujo partido, a Liga Awami havia conquistado a maioria parlamentar nas eleições de 1970, foi impedido de assumir a chefia do governo.
O presidente Yahya Khan e os militares então lançaram um ataque militar sustentado no Paquistão Oriental, quando prenderam Mujibur Rahman na madrugada de 26 de março de 1971. Os métodos de Yahya foram extremamente sangrentos e a violência da guerra resultou em muitas mortes de civis. Os principais alvos de Yahya eram intelectuais e hindus, sendo que cerca de um milhão de refugiados fugiram para a vizinha Índia. As estimativas dos massacrados em toda a guerra de independência variam entre 30 mil e 3 milhões de pessoas. Mujibur Rahman foi finalmente libertado em 8 de janeiro de, como resultado da intervenção direta dos Estados Unidos.

## Geografia

Mapa do país

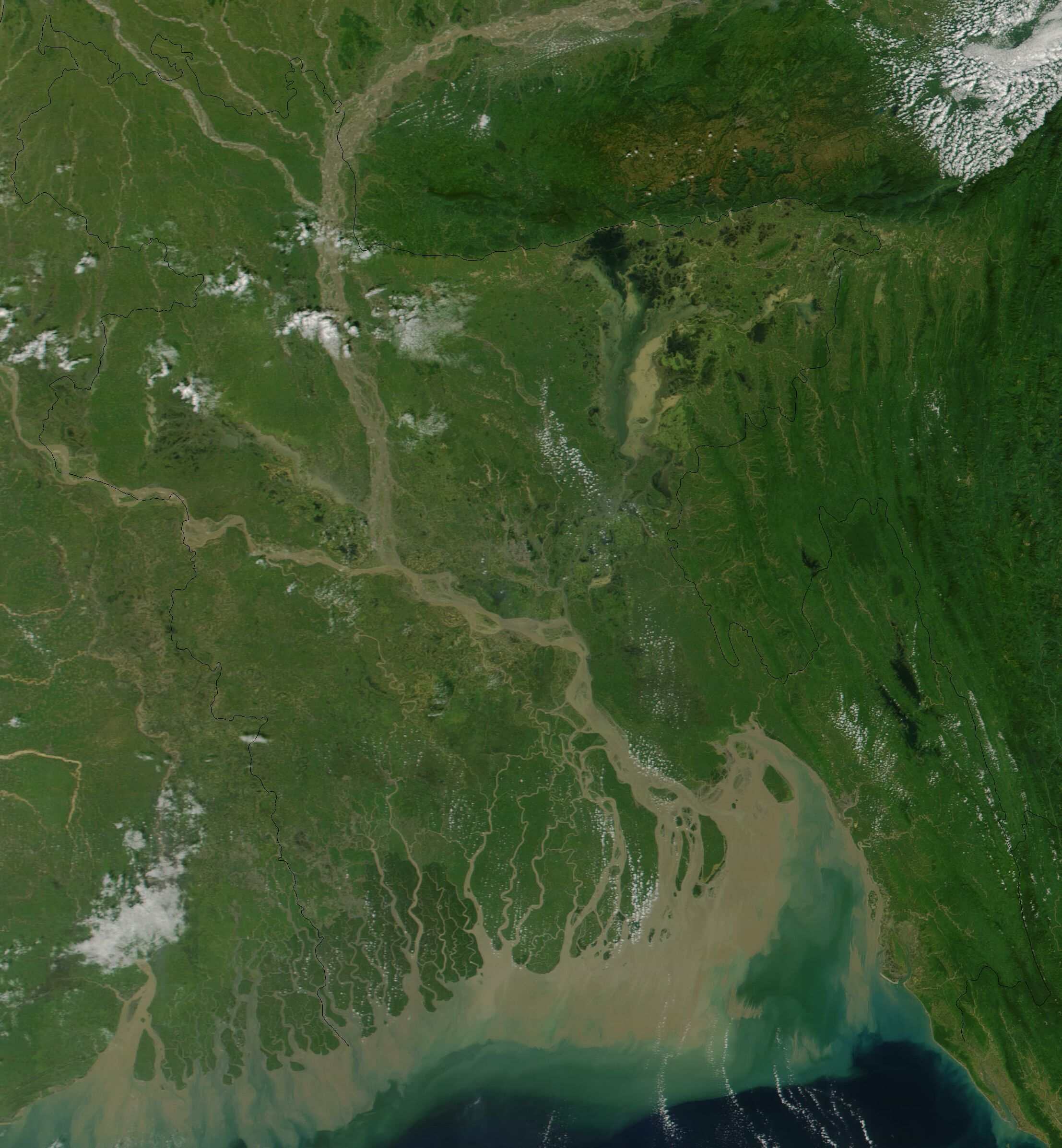
Imagem de satélite do território do país, com os rios Padma, Jamuna e Meghna

O Bangladesh é um país com poucas elevações acima do nível do mar, com grandes rios em todo seu território situado ao sul da Ásia. Sua costa é uma imensa selva pantanosa de 710 km de comprimento, limitando ao norte do Golfo de Bengala. Formada por uma grande planície formada pelo delta dos rios Ganges, Bramaputra e Meghna e seus afluentes, as terras de aluvião do Bangladesh são muito férteis, uma vez que são vulneráveis à inundações e à seca.[carece de fontes?]
As únicas montanhas fora da planície são os trechos de colinas de Chatigão, onde situa-se o ponto culminante do país (Keokradong, com 1 230 m de altura), no sudeste, e a divisão de Sylhet, no nordeste. Próximo ao trópico de Câncer, Bangladesh tem um clima subtropical de monções, caracterizado pela temporada de intensas chuvas anuais, temperaturas moderadamente calorosas e uma grande umidade.[carece de fontes?]
Com uma altitude de 1 052 metros, o pico mais alto em Bangladesh é o Mowdok Mual (ou Saka Haphong), nas colinas de Chatigão, no sudeste do país.

### Clima
Por ocupar o trópico de Câncer, o clima do país é predominantemente tropical com um inverno ameno de outubro a março e um verão quente e úmido de março a junho. O país nunca foi congelado em qualquer ponto de seu território, sendo que o recorde de temperatura mais baixa foi de 4,5 °C na cidade de Jessore, sudoeste do país, no inverno de 2011. A estação das monções, quente e úmida, vai de junho a outubro e abrange a maior parte das chuvas do país. Desastres naturais, tais como inundações, ciclones tropicais, tornados e macaréus ocorrem quase todos os anos, combinados com os efeitos do desmatamento, degradação do solo e da erosão provocados pela atividade humana. Os ciclones de 1970 e 1991 foram particularmente devastadores, sendo que o de 1991 matou cerca de 140 mil pessoas.
Em setembro de 1998, o país foi o cenário das inundações mais graves da história do mundo moderno. Os rios Brahmaputra, Ganges e Meghna transbordaram e engoliram 300 mil casas, o que causou a morte de cerca de mil pessoas e deixou 30 milhões de bengalis desabrigados. Além disso, as enchentes causaram a morte de 135 mil bovinos, destruíram 50 quilômetros quadrados de terras e danificaram ou varreram 11 mil quilômetros de estradas. Dois terços do país ficaram debaixo d'água. Entre as explicações para um fenômeno tão intenso, estão chuvas de monção anormalmente elevadas e o fato da cordilheira dos Himalaias ter lançado uma quantidade igualmente elevada da água derretida naquele ano. Em terceiro lugar, as árvores que normalmente teriam interceptado a água da chuva tinham sido cortadas para fazer lenha ou para criar espaço para os animais, o que amplificou os danos causados pelas enchentes.

### Problemas ambientais

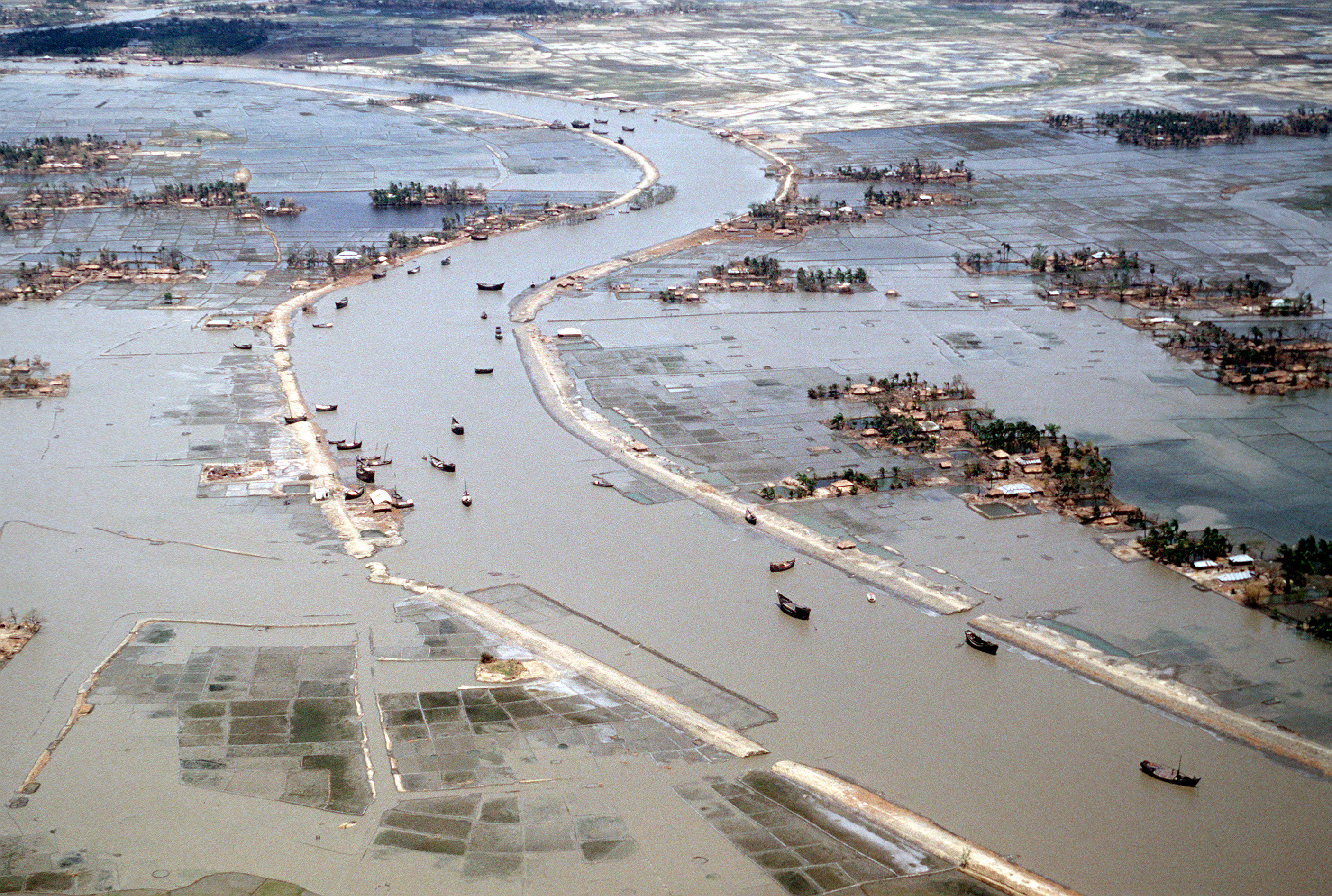
Inundação do rio Karnafuli após a passagem do Ciclone Gorky em 1991

Bangladesh é amplamente reconhecido como um dos países mais vulneráveis às mudanças climáticas. Os perigos naturais que vêm do aumento das chuvas, elevação do nível do mar e dos ciclones tropicais devem aumentar com as alterações climáticas, o que afetará seriamente a agricultura, o abastecimento de água potável, a segurança alimentar, a saúde humana e os abrigos da população. Acredita-se que nas próximas décadas apenas a elevação do nível do mar vai criar mais de 20 milhões de refugiados climáticos. A água de Bangladesh frequentemente está contaminada com arsênico por causa do alto conteúdo desta substância no solo. Até 77 milhões de bengalis estão expostos ao arsênico tóxico presente na água potável.
O país é um dos mais propensos a inundações naturais, tornados e ciclones tropicais. Além disso, há evidências de que os terremotos também representam uma ameaça para o país. Estudos indicam que a tectônica causou mudanças súbitas e dramáticas no curso de rios. Além disso, tem sido demonstrado que a estação das chuvas de Bangladesh, país localizado no maior delta fluvial do mundo, pode empurrar a crosta subjacente para baixo em até seis centímetros, e, possivelmente, perturbar falhas.

## Demografia
Bangladesh tem cerca de 164,7 milhões habitantes (censo de 2020) e é a 8.ª nação mais populosa do mundo. Em 1951, a população era de de 44 milhões de pessoas. É também o país mais densamente povoado do mundo e o 11.º quando pequenos países e cidades-Estados são incluídos. Uma comparação é com a Rússia, que possui um território 115 vezes maior que o de Bangladesh, porém, possui 20 milhões de habitantes a menos.

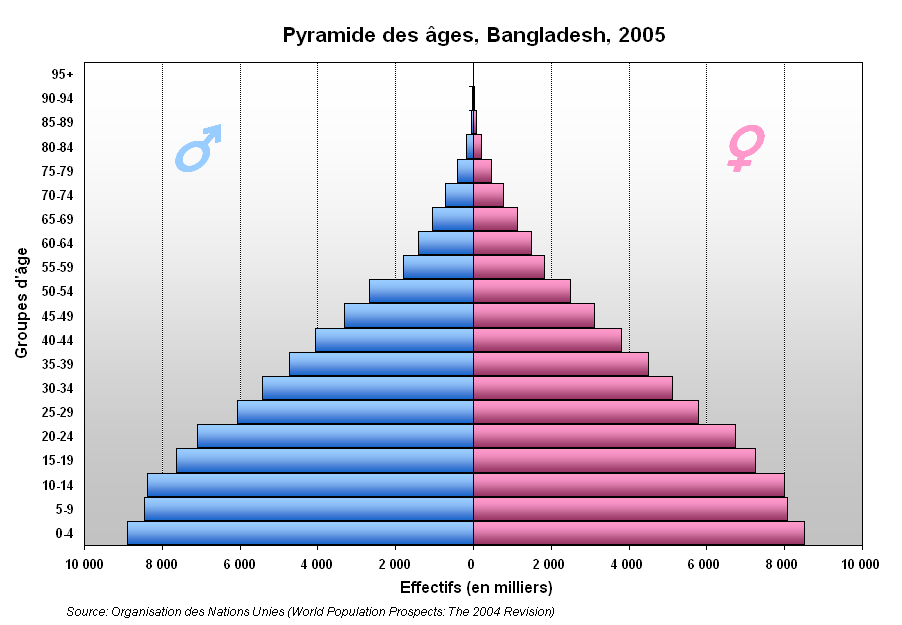
Pirâmide etária de Bangladesh (2005)

A taxa de crescimento da população bengali estava entre as mais altas do mundo na década de 1960 e 1970, quando a sua população cresceu de 65 milhões para 110 milhões. Com a promoção do controle de natalidade na década de 1980, a taxa de crescimento começou a desacelerar. A taxa de fecundidade é agora de 2,55 filhos por mulher, inferior a da Índia (2,58) e Paquistão (3,07). A população é relativamente jovem, sendo que 34% dos habitantes têm 15 anos de idade ou são mais jovens e 5% têm 65 anos ou mais. A expectativa de vida ao nascer é estimada em 70 anos para ambos os sexos, em 2012.
Apesar do rápido crescimento econômico, cerca de 26% dos habitantes do país ainda vivem abaixo da linha de pobreza, o que significa viver com menos de 1,25 dólar por dia. A esmagadora maioria dos habitantes de Bangladesh são bengalis, que constituem 98% da população. O restante é principalmente composto por grupos tribais biharis e indígenas. Há também uma população pequena, mas crescente de refugiados ruainga (rohingya) de Myanmar, que Bangladesh pretende repatriar. Os povos indígenas estão concentrados nas colinas de Chatigão, no sudeste. Há 45 grupos tribais localizadas nessa região, sendo o maior deles os chakmas. A região das colinas também tem sido uma fonte de tensão e separatismo antes e desde o início de Bangladesh como entidade independente.

### Línguas
Mais de 98% dos bengaleses falam bengali como seu idioma materno e que também é a língua oficial. O inglês também é usado como segunda língua entre as classes média e alta e também é amplamente utilizado no ensino superior e no sistema jurídico. Historicamente, as leis foram escritas em inglês e não foram traduzidos para o bengali até 1987, quando o processo se inverteu. A constituição e as leis de Bangladesh atualmente estão em inglês e bengali. Há também uma população de falantes de línguas minoritárias indígenas.

### Religiões
| Religiões em Bangladesh | Religiões em Bangladesh | Religiões em Bangladesh | Religiões em Bangladesh | Religiões em Bangladesh |
| ----------------------- | ----------------------- | ----------------------- | ----------------------- | ----------------------- |
| Religião                |                         |                         | Percentagem             |                         |
| Islão                   | Islão                   |                         | 86,6%                   | 86,6%                   |
| Hinduísmo               | Hinduísmo               |                         | 12,1%                   | 12,1%                   |
| Budismo                 | Budismo                 |                         | 0,6%                    | 0,6%                    |
| Cristianismo            | Cristianismo            |                         | 0,4%                    | 0,4%                    |
| Outros                  | Outros                  |                         | 0,3%                    | 0,3%                    |

O islão é a religião do Estado, apesar de Bangladesh ser secular. É a maior religião do país e compõe 86,6% da população. O hinduísmo alcança 12,1% da população, o budismo 1% e outras crenças 0,3% dos habitantes. A maioria dos muçulmanos são sunitas e há um pequeno número de xiitas, além de cerca de 100 mil muçulmanos ahmadi. Bangladesh tem a quarta maior população muçulmana do mundo, depois de Indonésia, Paquistão e Índia. Os hindus são o segundo maior grupo religioso do país e o terceiro maior do mundo, depois da Índia e do Nepal.
Depois de Bangladesh conquistar a independência do Paquistão, o secularismo foi incluído na constituição original de 1972, como um dos quatro princípios do Estado, sendo os outros a democracia, o nacionalismo e o socialismo. Em 2010, o Superior Tribunal manteve os princípios seculares da Constituição, mas autorizados a manter o islão como a religião do Estado. Bangladesh segue sistema de governo secular e democrático. No entanto, o país também segue sistema misto de leis governamentais e religiosas, que são aplicadas apenas ao respectivo grupo religioso.
Alguns dos habitantes praticam o sufismo, visto que historicamente o islão foi trazido ao país por sufistas. As influências sufistas na região remontam há muitos séculos. A maior reunião de muçulmanos no país é o "Bishwa Ijtema", realizada anualmente pela Tablighi Jamaat. O Ijtema é a segunda maior congregação muçulmana do mundo, depois do Hajj.[carece de fontes?]

## Política

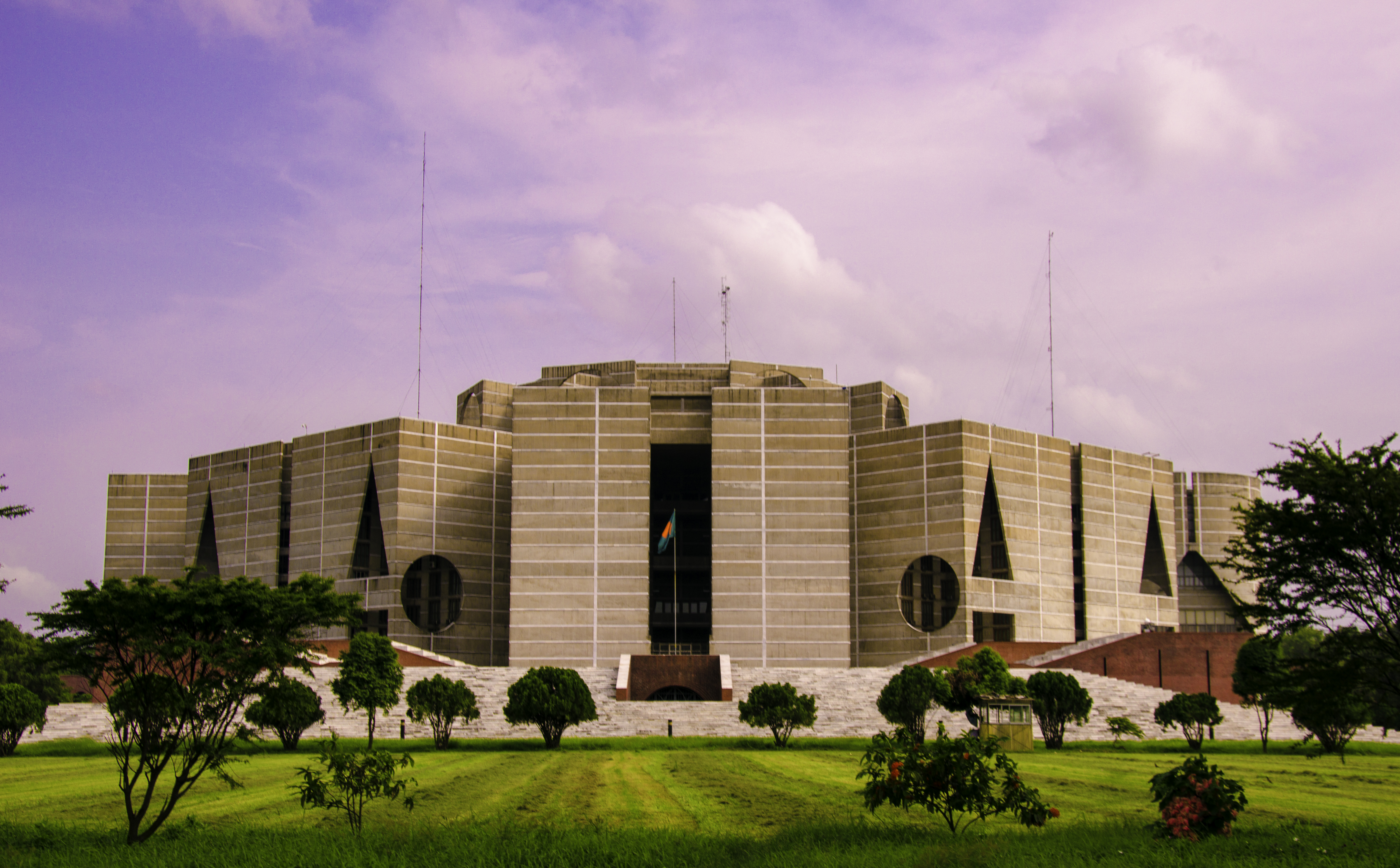
Casa do Parlamento Nacional de Bangladesh

Bangladesh é um Estado unitário e uma democracia parlamentar. As eleições diretas em que todos os cidadãos, com idades entre 18 anos ou mais, podem votar são realizadas a cada cinco anos para o parlamento unicameral conhecido como o Jatiyo Sangshad. Atualmente, possui 350 membros (incluindo 50 assentos reservados para as mulheres) eleitos por círculos uninominais. O primeiro-ministro, como chefe de governo, forma o gabinete e executa os assuntos do dia a dia do governo. Ele é formalmente nomeado pelo presidente, mas também deve ser um membro do parlamento e líder da maioria.
O presidente é o chefe de Estado, embora o cargo seja principalmente cerimonial; no entanto, os poderes do presidente são substancialmente alargados durante o mandato de um governo interino, que é responsável pela realização de eleições e pela transferência de poder. Os oficiais do governo devem ser apartidários e têm três meses para completar a sua tarefa. Este regime transitório foi lançado por Bangladesh na eleição de 1991 e, em seguida, institucionalizado em 1996, através de sua 13ª emenda constitucional.

### Direitos humanos
Conforme um relatório da Amnistia Internacional de 2021, a liberdade de expressão continua a ser fortemente cerceada por leis draconianas. As autoridades levaram a cabo graves violações dos direitos humanos, incluindo desaparecimentos forçados, detenções ilegais, tortura e execuções extrajudiciais. Os protestos pacíficos de partidos políticos e estudantes da oposição foram impedidos e reprimidos pelas autoridades, em algumas ocasiões utilizando força excessiva. A violência contra as mulheres aumentou durante a pandemia de COVID-19. Os povos indígenas sofreram escassez de recursos devido ao aumento da desflorestação e ao roubo de terras. Refugiados e minorias religiosas sofreram ataques violentos.

### Relações internacionais e forças armadas

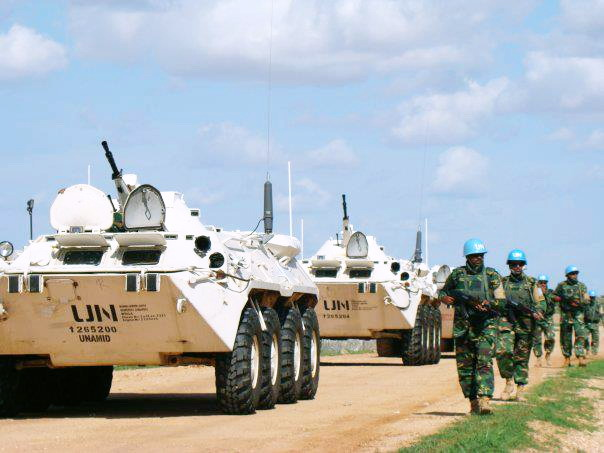
Soldados do exército de Bangladesh durante uma missão de paz das Nações Unidas em Darfur, no Sudão

Bangladesh mantém uma política externa moderada que coloca forte ênfase na diplomacia multilateral, especialmente nas Nações Unidas. Em 1974, o país se tornou membro da Commonwealth e da ONU, sendo que foi eleito para dois mandatos no Conselho de Segurança (1978-1979 e 2000-2001). Na década de 1980, Bangladesh foi pioneiro na criação da Associação Sul-Asiática para a Cooperação Regional (SAARC), o primeiro organismo intergovernamental regional da Ásia Meridional.[carece de fontes?]
O relacionamento internacional mais importante e complexa de Bangladesh é com a vizinha Índia. A relação é corroborada por afinidades históricas e culturais, como a aliança da Índia com os nacionalistas bengalis durante a independência do país em 1971. No entanto, as relações bilaterais passaram por vários "tropeços" nos últimos quarenta anos. A grande fonte de tensão é a partilha da água de 56 rios comuns, bem como a segurança das fronteiras e barreiras da Índia para comércio e investimentos. Ambos os países têm também, por vezes, feito acusações de abrigar grupos insurgentes.
Em 2012, a força atual do exército é de cerca de 300 mil soldados, incluindo reservistas; 22 mil da força aérea e 24 mil da marinha. Além de papéis tradicionais de defesa, os militares bengalis devem prestar apoio às autoridades civis para alívio de desastres e segurança interna durante períodos de instabilidade política. Bangladesh não está ativo no momento em qualquer guerra em curso, mas contribuiu com 2 300 soldados durante a Operação Tempestade no Deserto, em 1991, e é o maior contribuinte do mundo (10 736) para as forças de paz da ONU. Em maio de 2007, Bangladesh teve grandes intervenções República Democrática do Congo, Libéria, Sudão, Timor-Leste e Costa do Marfim.

## Infraestrutura

### Educação
O sistema educacional bengali é dividido em cinco níveis: primário (primeiro ao quinto ano), ensino médio (sexto ao oitavo ano), secundário (nono e décimo ano), ensino médio (11º e 12º ano) e terciário. Cinco anos de ensino médio (incluindo o ensino médio) terminam com um exame chamado Certificado de Escola Secundária (SSC). Desde 2009, o exame de encerramento da educação primária (PEC) também foi introduzido. Os alunos aprovados no exame PEC passam para o estágio secundário ou matriculatório, culminando no exame do Certificado de Escola Secundária. Os alunos que passam no exame PEC progridem para três anos do ensino médio, culminando no exame de Certificado de Escola Júnior (JSC). Os alunos aprovados neste exame passam para dois anos do ensino secundário, culminando no exame SSC. Os alunos que passarem neste exame avançam para dois anos do ensino médio, culminando no exame de Certificado de Escola Secundária Superior (HSC).

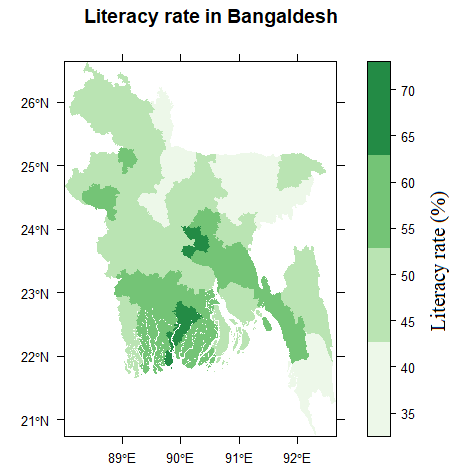
Taxas de alfabetização nos distritos de Bangladesh

O sistema educacional do país opera com muitas escolas nos níveis primário, secundário e secundário, além de outras instituições de ensino privadas. No setor de educação superior, o governo de Bangladesh financia mais de 45 universidades estatais por meio da University Grants Commission. A educação formal é oferecida em bengali, mas o inglês também é permitido e comumente ensinado e usado.
Bangladesh tem uma taxa de alfabetização de 74,7% (2019), sendo maior entre homens (77,4%) do que entre mulheres (71,9%). A expectativa de vida escolar, do ensino primário ao ensino superior, era de 12 anos de estudos em 2018. O governo investe cerca de 1,3% de seu Produto interno bruto (PIB) no setor de educação, o que se revela o segundo índice mais baixo no mundo, sendo superior apenas à República Centro-Africana.
As universidades em Bangladesh são de três tipos gerais: públicas (de propriedade do governo e subsidiadas), privadas (universidades de propriedade privada) e internacionais (operadas e financiadas por organizações internacionais). Elas são credenciados e afiliados à University Grants Commission (UGC), criada pela Ordem Presidencial 10 em 1973. O país tem 47 universidades públicas, 105 privadas e 2 universidades internacionais. A Universidade Nacional de Bangladesh tem o maior número de matrículas, e a Universidade de Daca (fundada em 1921) é a mais antiga. A Universidade Asiática para Mulheres, em Chittagong, é voltada para as artes liberais para mulheres do Sul da Ásia, representando 14 países asiáticos; seu corpo docente vem de instituições acadêmicas notáveis na América do Norte, Europa, Ásia, Austrália e Oriente Médio.
O país está de acordo com os objetivos do movimento global Educação para Todos, da UNESCO, bem como aderiu formalmente aos Objetivos de Desenvolvimento do Milênio, das Nações Unidas e outras declarações internacionais. A Constituição bengali, em seu artigo 17, prevê que todas as crianças detêm o direito a receber educação básica gratuita, bem como professa um sistema educacional universal, voltado para as massas e denota a eliminação do analfabetismo como garantia constitucional.

## Subdivisões
Bangladesh é dividido em sete divisões administrativas, cada nomeada por suas respectivas sedes regionais: Barisal, Chatigão, Daca, Khulna, Rajshahi e Sylhet.
As divisões são subdivididas em distritos (zila). Há 64 distritos em Bangladesh, cada subdivide-se em upazila (subdistritos) ou thana. A área dentro de cada delegacia, exceto para aquelas em áreas metropolitanas, é dividido em vários sindicatos, sendo cada sindicato constituído por várias aldeias. Nas regiões metropolitanas, as delegacias estão divididas em alas, que são divididas em mahallas.[carece de fontes?]
| Divisão    | Bengali | Censo de 2011 | Área (km²) | Densidade populacional (2011) (pessoas/km²) | Maior cidade         |
| ---------- | ------- | ------------- | ---------- | ------------------------------------------- | -------------------- |
| Barisal    | বরিশাল    | 8 325 666     | 13 297     | 626                                         | Barisal (328 278)    |
| Chatigão   | চট্টগ্রাম  | 28 423 019    | 33 771     | 841                                         | Chatigão (2 592 439) |
| Daca       | ঢাকা      | 47 424 418    | 31 120     | 1 523                                       | Daca (7 033 075)     |
| Khulna     | খুলনা     | 15 687 759    | 22 272     | 704                                         | Khulna (663 342)     |
| Rajshahi   | রাজশাহী    | 18 484 858    | 18 197     | 1 015                                       | Rajshahi (449 756)   |
| Rangpur    | রংপুর     | 15 787 758    | 16 317     | 960                                         | Rangpur (343 122)    |
| Sylhet     | সিলেট     | 9 910 219     | 12 596     | 780                                         | Sylhet (479 837)     |
| Bangladesh | বাংলাদেশ    | 144 043 697   | 147 570    | 976                                         | Daca (7 033 075)     |

## Economia

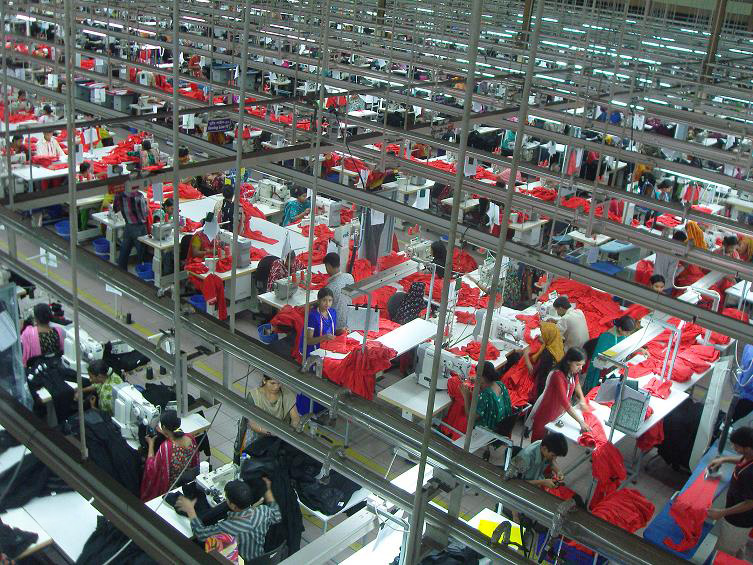
Indústria têxtil em Bangladesh

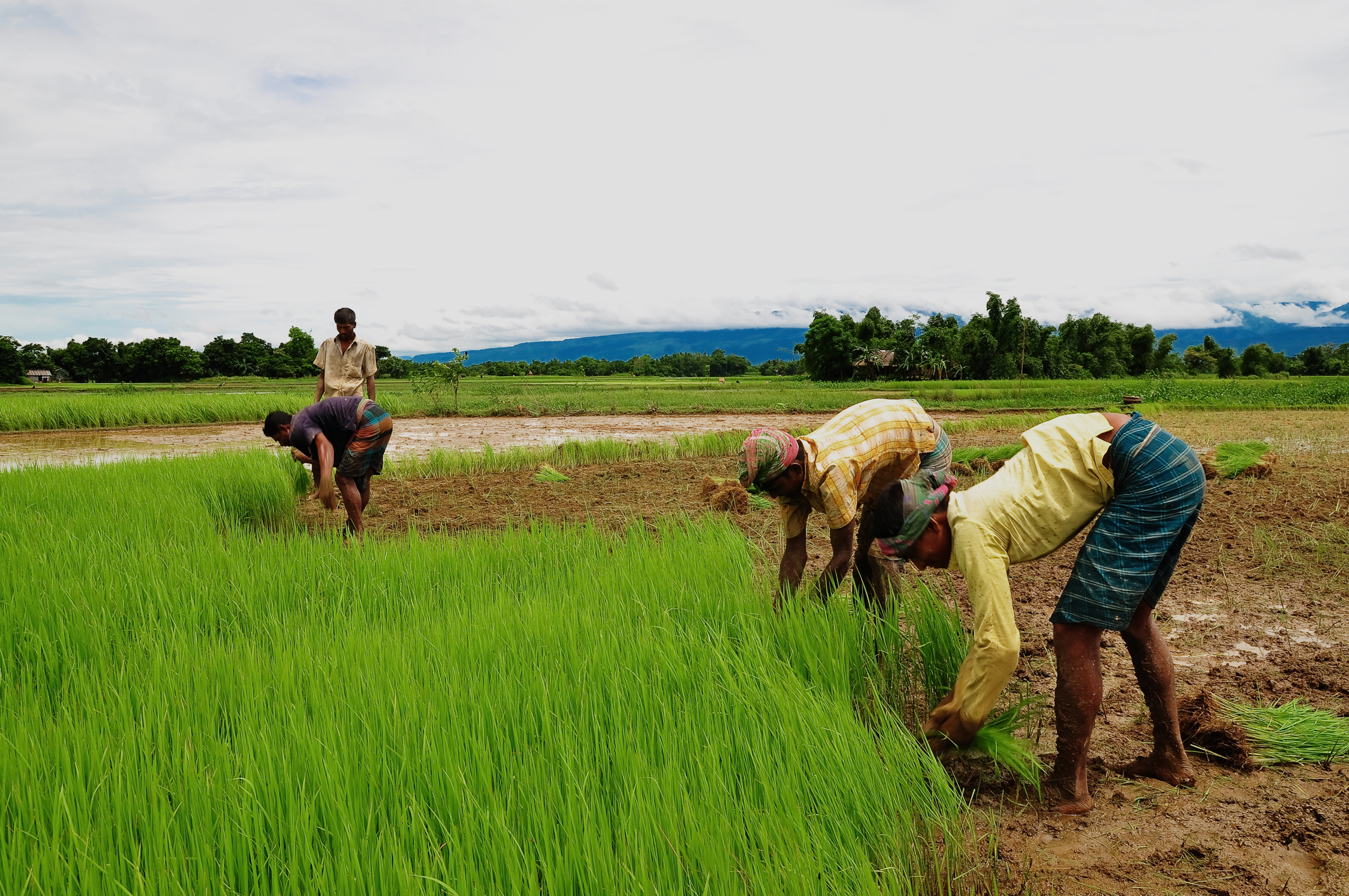
Cultivo de arroz em Sylhet

Bangladesh é um país subdesenvolvido, mas tem uma economia de mercado em rápido crescimento. É um dos principais exportadores mundiais de têxteis e vestuário, bem como peixes, frutos do mar e juta, além de ter indústrias emergentes competitivas internacionalmente em áreas como construção naval, ciências da vida e tecnologia. O país também tem um setor empresarial social forte e é o berço das microfinanças.
O país tem diminuído substancialmente sua dependência de empréstimos estrangeiros, de 85% (em 1988) para 2% (em 2010) para o seu orçamento anual. Sua renda per capita em 2013 era de 1 044 dólares, em comparação com a média mundial de 8 985 dólares.
De acordo com estimativas de 2008 da Organização das Nações Unidas para Alimentação e Agricultura, Bangladesh é um dos maiores produtores mundiais de pescados (5.º), arroz (4.º), batata (11.º), manga (9.º), abacaxi (16.º), frutas tropicais (5.º), cebola (16.º), banana (17.º), juta (2.º) e chá (11.º).
A juta já foi o motor econômico do país. Sua participação no mercado mundial de exportação atingiu o pico na Segunda Guerra Mundial e até o início dos anos 1970 era responsável por 70% das receitas de exportação do país. No entanto, produtos de polipropileno começou a substituir produtos de juta em todo o mundo e da indústria de juta começou a declinar. Bangladesh cresce muito significativas quantidades de arroz, de chá, de batata, manga, cebola e mostarda.
Em 2005, mais de três quartos das receitas de exportação de Bangladesh veio da indústria de vestuário. A indústria começou a atrair investidores estrangeiros na década de 1980 por causa da mão de obra barata e o baixo custo do país. Em 2014, Bangladesh era o segundo maior exportador de roupas do mundo.
Muitas multinacionais ocidentais utilizam mão de obra no Bangladesh, que é um dos mais baratos do mundo: 30 euros por mês contra 150 ou 200 na China. Quatro dias é suficiente para que o CEO de uma das cinco principais marcas têxteis globais ganhe o que uma trabalhadora de vestuário de Bangladesh ganhará em sua vida. Em abril de 2013, pelo menos 1 135 trabalhadores têxteis morreram no colapso de sua fábrica. Outros acidentes fatais devido a fábricas não sanitárias afetaram o Bangladesh: em 2005, uma fábrica entrou em colapso e causou a morte de 64 pessoas. Em 2006, uma série de incêndios matou 85 pessoas e feriu 207 outras. Em 2010, cerca de 30 pessoas morreram de asfixia e queimaduras em dois incêndios graves.
Em 2006, dezenas de milhares de trabalhadores se mobilizaram em um dos maiores movimentos grevistas do país, afetando quase todas as 4 000 fábricas. A Bangladesh Garment Manufacturers and Exporters Association (BGMEA) usa forças policiais para reprimir. Três trabalhadores foram mortos, centenas mais foram feridos por balas ou presos. Em 2010, após um novo movimento de greve, quase mil pessoas foram feridas entre os trabalhadores como resultado da repressão.

## Cultura

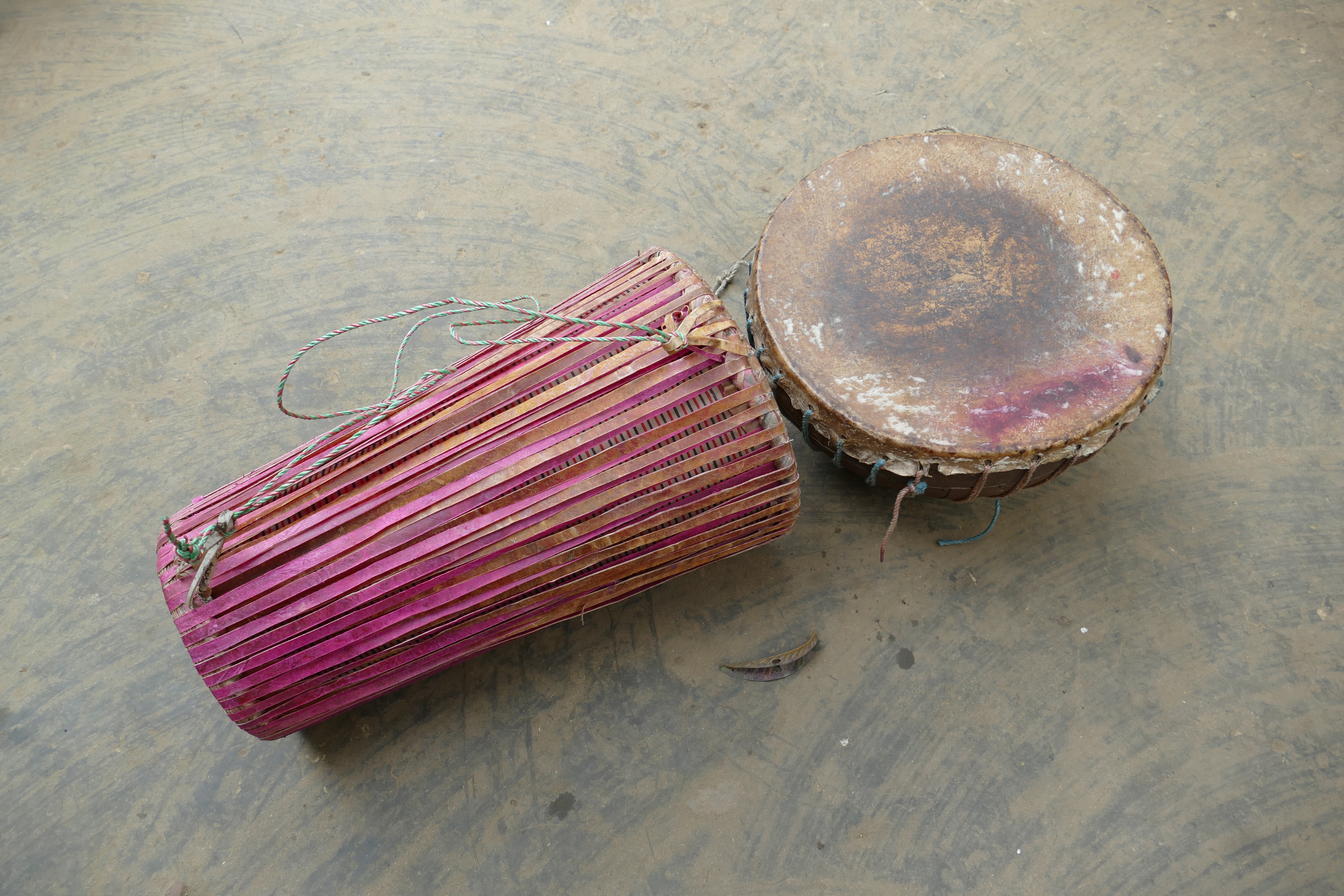
Tamak' (d.) E Tumdak' (e.) - tambores típicos do povo Santhal, fotografados em uma vila no distrito de Dinajpur

A cultura do Bangladesh conta com diversas formas artísticas e culturais.
A história da cultura do Bangladesh data de há mais de 2 500 anos. A terra, os rios e as vidas do povo bangla formam uma rica herança com marcantes diferenças em relação a países e regiões vizinhos.[carece de fontes?]
Cultura composta, assimilou influências do hinduísmo, jainismo, budismo e islão. manifesta-se de forma variada, na música, dança, teatro e literatura; na arte e artesanato; no folclore e lendas; nas línguas, filosofia e religião, festivais e celebrações, e na tradição culinária.[carece de fontes?]

### Música
A tradição musical de Bangladesh é baseada em letras, com um acompanhamento instrumental mínimo (Baniprodhan). A tradição baul é uma herança única da música folclórica bengali, além de muitas outras que variam de região para região: Gombhira, Bhatiali e Bhawaiya são alguns dos gêneros musicais mais conhecidos. A música folclórica de Bengala é frequentemente acompanhada pelo Ektara gopichand - um instrumento musical de corda única - o dotara, a mirwas, a flauta e a tabla. Bangladesh também tem uma herança ativa na música clássica hindu. Da mesma forma, as formas de dança no país se originam de tradições folclóricas, especialmente aquelas de grupos tribais, bem como da ampla tradição da dança indiana.

### Esportes
O kabaddi é o esporte nacional, embora o críquete seja mais popular, seguido de perto pelo futebol. A seleção nacional de críquete participou pela primeira vez de um campeonato mundial em 1999. Desde então, já logrou êxito em partidas contra outras nações incluindo o Paquistão, Escócia, Austrália, Nova Zelândia, Sri Lanka, África do Sul e Índia. Por outro lado, as seleções de futebol feminino e masculino de Bangladesh nunca conseguiram se classificar para uma Copa do Mundo.  Bangladesh participou sete vezes das Olimpíadas, sem obter nenhuma medalha.
Outros esportes populares incluem hóquei em campo, tênis, badminton, handebol, voleibol, xadrez e tiro esportivo. O Bangladesh Sports Board regula as vinte e nove federações esportivas diferentes. Em 2011, o país sediou a Copa do Mundo de Críquete juntamente com a Índia e o Sri Lanka.[carece de fontes?]